# Цейтлин, Иошуа
Иошуа Цейтлин (1742, Шклов ― 18 августа 1822, Херсон) ― российский религиозный деятель, гебраист, раввин, филантроп и предприниматель. Был учеником раввина-талмудиста Арье Лейба Бен Ашера Гунцберга, автора труда Шаагат Арье. Поддерживал тесные отношения с князем Потёмкиным, фаворитом Екатерины II.

## Биография
Будучи знатоком политической экономии, Иошуа Цейтлин поддерживал тесные отношения с князем Потёмкиным, фаворитом Екатерины II. Во время Русско-турецкой войны 1787—1791 годов занимался поставками в русскую армию. Успешно вёл торговые дела и был произведён в чин надворного советника в 1787 году.
Неизвестно, каким образом Цейтлин попал в окружение Потёмкина, но под покровительством князя он достиг больших высот как подрядчик и поставщик. Князь чрезвычайно высоко ценил способности Цейтлина и часто возил его с собой во время путешествий по югу империи, а также доверил ему управление всеми своими имениями. Цейтлин во время русских военных походов брал займы для снабжения армии, а позже стал управлять монетным двором в Крыму. Когда Потёмкин строил города в Новороссии, Цейтлин всегда финансово поддерживал своего покровителя.
По свидетельствам современников, «Цейтлин расхаживал вместе с Потёмкиным, как его брат и друг». Однако он смог сохранить своё национальное лицо: даже на официальных мероприятиях в составе княжеской свиты всегда носил традиционную еврейскую одежду, соблюдал кашрут, был религиозен и с удовольствием вступал в богословские диспуты, которые вёл наравне с выдающимися богословами: будучи учеником раввина и талмудиста Арье Лейба, он очень хорошо знал священные тексты и имел репутацию талантливого гебраиста. Более того, Потёмкин и сам был рад участвовать в богословских диспутах своего фаворита и раввинов (при этом в его свите всегда обязательно присутствовали поп и мулла).
Переписывался с берлинским еврейским философом Мозесом Мендельсоном, идеологом движения Хаскалы; пересказывал его идеи Потёмкину. Тот на волне побед в Русско-турецкой войне загорелся идеей изгнать турок из Палестины и вновь заселить её евреями. Для этой цели он даже создал Израилевский конный полк, который состоял из иудейских солдат под командованием немецких офицеров. Однако солдат никак не удавалось научить муштре, поэтому вскоре формирование пришлось распустить.
Управлял монетным двором в Крыму. Однажды был удостоен аудиенции Екатерины II. По его ходатайству императрица издала распоряжение о повсеместном использовании термина «евреи» вместо слова «жиды». Хотя его предложения о расширении прав евреев в России она так и оставила без удовлетворения.
Иошуа Цейтлину, помимо имения Устье (900 душ крепостных) в Могилёвской губернии, принадлежало сельцо Софиевка в Херсонской губернии. Отойдя от дел, Цейтлин проживал в своем имении Устье, где он иногда консультировался с другими раввинами по учёным и богословским вопросам. Он оказывал материальную помощь многим талмудистам и учёным и поддерживал большой бейт-мидраш («дом учения»), в котором жили многие еврейские ученые, обеспеченные всем необходимым для жизни, чтобы они могли осуществлять свои исследования без каких-либо бытовых забот. Среди ученых, которые воспользовались его щедростью были раввин Нахум, автор Тосафот Биккурим; Мендель Лепин, автор Чесбон ха-Нефеш; врач Борух Шик. Цейтлин был автором аннотации к Сефер Митцвот Катан, отправленному в печать (Копысь, 1820) и дополненный некоторыми из его респонсов — бытовыми или законодательными вопросами и ответными мнениями.
Финансово поддерживал приверженцев движения еврейского просвещения (Хаскала). Среди его подопечных были писатель и педагог Менахем-Мендл Лефин, знаток грамматики иврита Нафтали-Герц Шульман; раввин, астроном и популяризатор науки Борух Шик.
Умер в 1822 году, оставив после себя богатое состояние и духовное наследие.